# Mats Zetterberg
Mats Zetterberg, född 1951, är en svensk sångare och översättare. Han var sångare i rockbandet Fiendens musik (1977-), bluesbandet Bluesblocket (1980-), retroproggbandet Svenska musikrörelsen (2001-), det Ljungbyhedsbaserade pubrockbandet Micke Japp (2015-), vars namn syftar på Mickey Jupp, samt garagerockbandet Blodgrupp Z (2018-).
Zetterberg är författare till debattboken Behöver vänstern gå i terapi? (1976) tillsammans med Jan Josefsson, och var innehavare av skivaffären Living in the Past i Lund fram till 2006. Han startade det alternativa skivbolaget "Tredje tåget". Från 2009 är han även verksam som översättare av bland annat Willy Vlautin.

## Diskografi i urval
- Fiendens Musik (LP) 1979, (återutgiven på CD 2004)
- Fiendens Musik: Häftiga hästen (LP) 1980
- Bluesblocket (LP) 1980
- Z - Zetterberg & Co (LP) 1982
- Svenska musikrörelsen: Musikens makt (CD) 2001